# Teresa Bracho González
Teresa Bracho González (Ciudad de México) es una socióloga, investigadora, profesora, escritora y funcionaria mexicana especializada en educación. Se desempeñó como última presidenta del Instituto Nacional para la Evaluación de la Educación (INEE) de 2018 a 2019.

## Trayectoria
Se ha desempeñado como profesora-investigadora en la Facultad Latinoamericana de Ciencias Sociales (FLACSO), sede México, de 1981 a 1991 y de 2008 a la fecha. Fue investigadora del Centro de Investigación y Docencia Económicas de 1991 a 2008. Participó como Investigadora invitada del Centro de Estudios Latinoamericanos de la Universidad de Harvard, 1999-2000. Fue presidenta del Consejo Mexicano de Investigación Educativa de 2012 a 2013.
Participó como miembro fundador y Presidenta del Consejo Técnico del Instituto Nacional para la Evaluación de la Educación, de 2002 a 2009, invitada por al Secretaría de Educación Pública a integrar el Órgano de Evaluación Independiente, encargado de realizar los exámenes de ingreso para docentes de educación básica, desde 2009.

## INEE
En mayo de 2013, fue nombrada por el Senado de la República consejera de la Junta de Gobierno del INEE y en abril de 2018, fue elegida por unanimidad como consejera presidenta de la Junta de Gobierno del INEE.

## Investigación
Sus principales temas de investigación se orientan al estudio de las políticas educativas, en particular al análisis de la equidad, distribución y calidad educativa. Es miembro del Sistema Nacional de Investigadores (SNI) desde 1985, de la Academia Mexicana de Ciencias (AMC) desde 1997 y del Consejo Asesor de la Fundación Equitas de Chile desde 2004. Actualmente es miembro activo de la World Education Research Association (WERA).

## Política educativa
Ha evaluado las políticas educativas nacionales del Consejo Nacional de Fomento Educativo (CONAFE), el Programa Nacional de Becas para la Educación Superior (PRONABES), el Consejo Nacional de Ciencia y Tecnología (CONACYT), el Consejo Nacional para la Cultura y las Artes (CONACULTA), el Programa Escuelas de Calidad, el Programa Cero Rezago del Instituto Nacional para la Educación de los Adultos (INEA) y el Fondo de Educación Superior de la SEP. 

## Publicaciones recientes
Es autora de numerosas publicaciones nacionales e internacionales en las áreas de la sociología, economía de la educación y el estudio del sistema educativo y sus políticas.
- Índice del Déficit en Competencias: ¿Avanzamos hacia la garantía del derecho a la educación?, publicado en la revista de Reformas y Políticas Educativas, del Fondo de Cultura Económica.
- Alcances, avances y retos de la autonomía del Instituto Nacional para la Evaluación de la Educación, en coautoría con la Dra. Margarita Zorrilla, publicado por el Instituto Nacional de Administración Pública (INAP).
- La Responsabilidad del Porvenir, del Instituto de Investigaciones Jurídicas de la UNAM y el Colegio de México.